# Kabupaten de Temanggung
Pour l’article homonyme, voir Temanggung.
Le kabupaten de Temanggung, en indonésien Kabupaten Temanggung, est un kabupaten d'Indonésie situé dans la province de Java central.

## Géographie
Le kabupaten est bordé :
- Au nord, par celui de Kendal,
- À l'est, celui de Semarang,
- Au sud, celui de Magelang et
- À l'ouest, celui de Wonosobo.

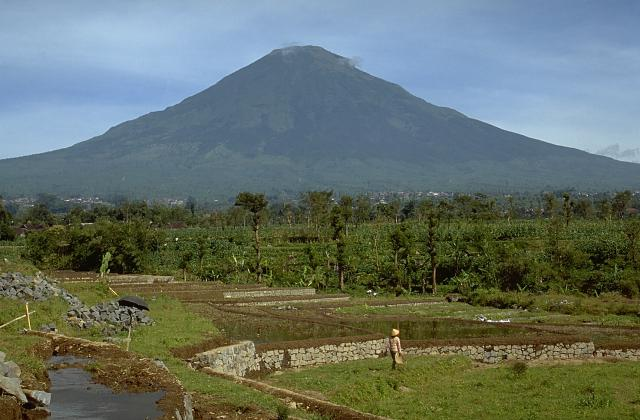
Vue du flanc oriental du volcan Sundoro

Le kabupaten est situé dans une région montagneuse qui fait partie du plateau de Dieng. À sa limite occidentale avec le kabupaten de Wonosobo se trouvent les volcans Sundoro et Sumbing.

## Divisions administratives
Le kabupaten est divisé en 20 kecamatan (districts).

## Économie
Située sur les flancs des monts Sundoro et Sumbing, à une altitude qui va de 500 à 1 450 mètres, la région de Temanggung est adaptée à des cultures commerciales comme le tabac.
On y trouve une industrie d'herbes médicinales traditionnelles, les jamu, ainsi qu'une production d'huile de patchouli, de cigares, de miel et d'huile de soja. Candiroto est un lieu d'élevage du ver à soie.

## Culture et tourisme

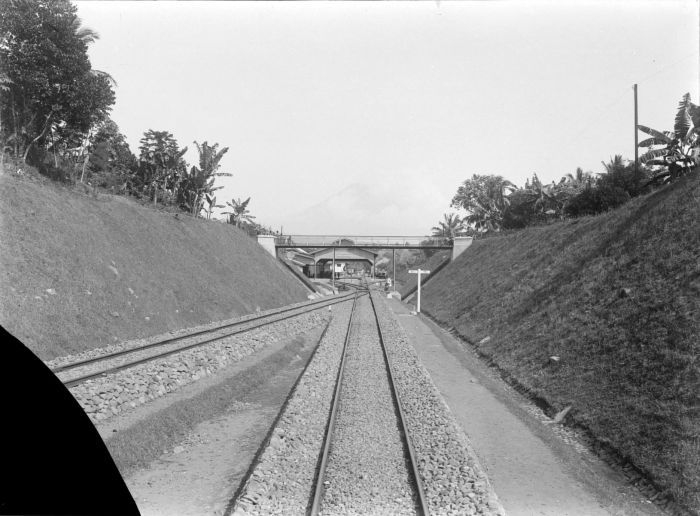
La ligne Secang-Parakan et la gare de Temanggung à l'époque coloniale

- Le bassin sacré de Jumprit : le jour de la fête du Waisyak, où l'on célèbre l'illumination du Bouddha, les pèlerins viennent y puiser de l'eau sacrée.
- Chute d'eau de Surodipuro
- Ascension du Sundoro et du Sumbing.

Temanggung est connue à Java pour son artisanat du bambou, du cuivre et sa poterie.

## Archéologie

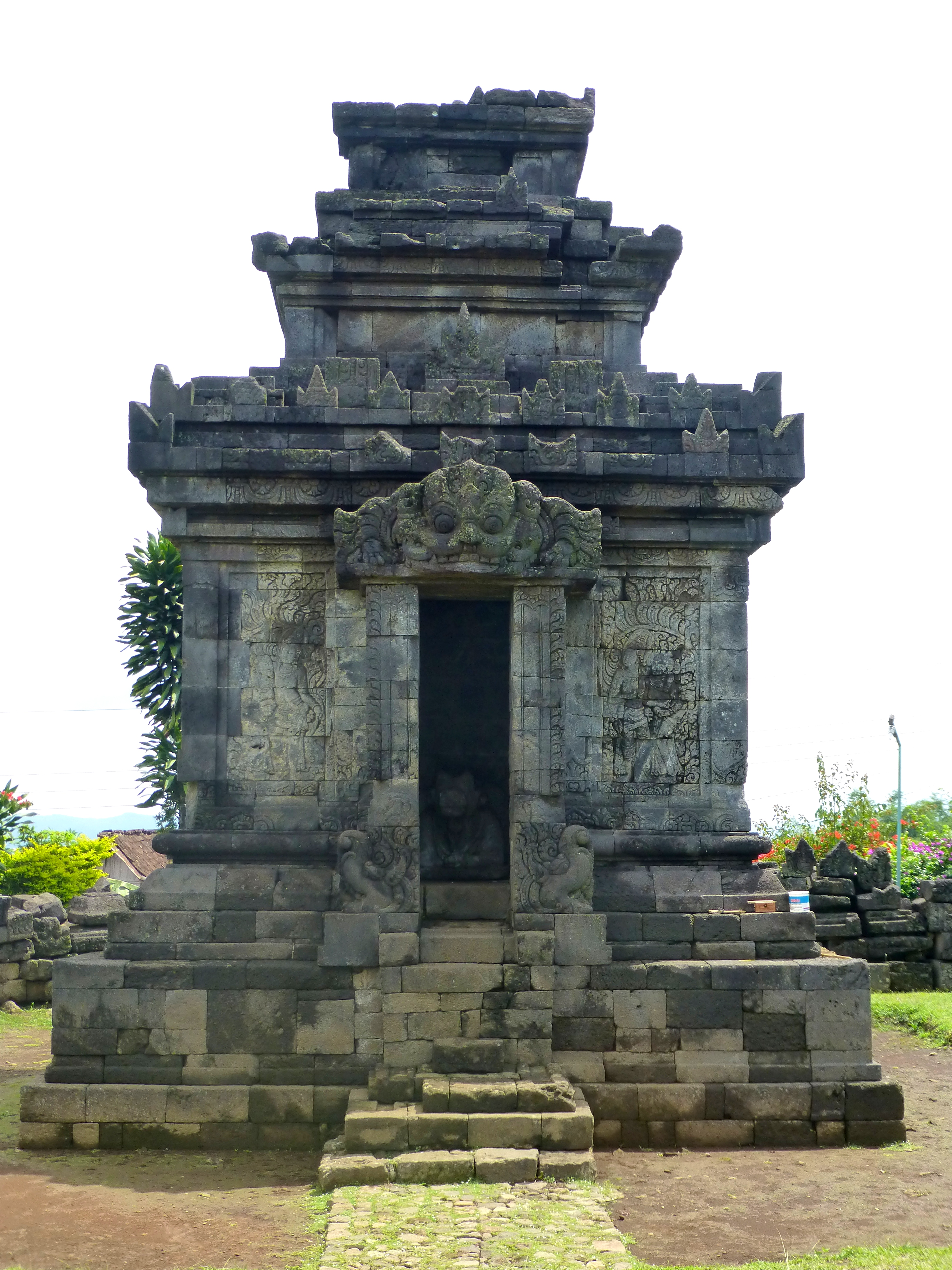
Le Candi Pringapus

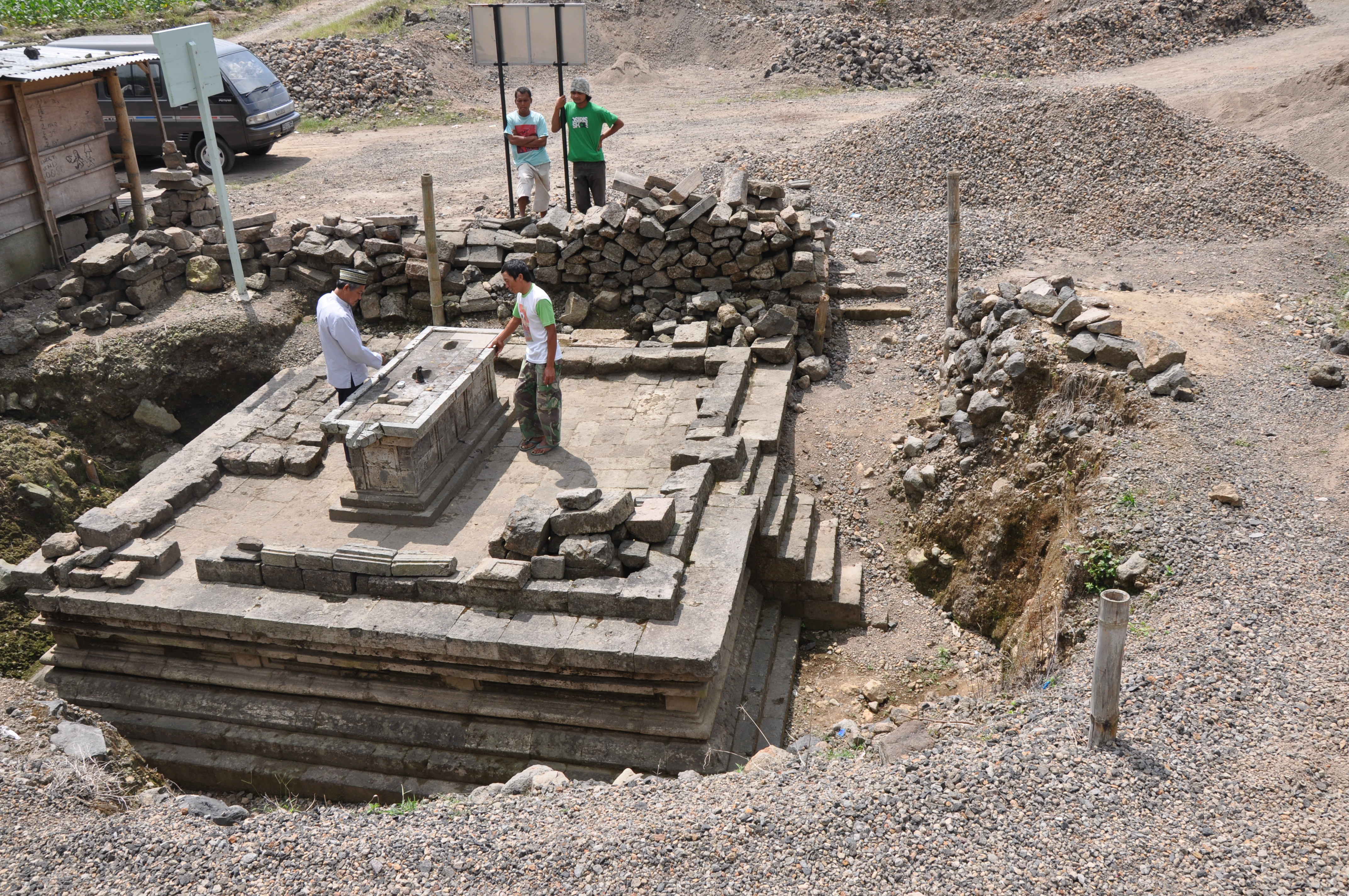
Un temple du site de Liyangan

- Le temple de Gondosoli, situé près de la ville de Parakan, à 13 km de celle de Temanggung, a été découvert récemment.
- Le site de Liyangan, situé à 20 km au nord-ouest de la ville de Temanggung, a été découvert en 2008 dans une carrière. Les fouilles ont d'ores et déjà révélé "des vestiges de temples, de maisons, d'ustensiles de cuisine, de poterie, de chandeliers, d'outils agricoles, de fleurs, de fruits, de pins et de fermes entières"[1]. Le site aurait été occupé du VIe au Xe siècle. Il aurait disparu lors d'une éruption du volcan Sundoro. L'absence d'ossements humains sur le site suggère qu'il aurait été abandonné avant l'éruption.
- Le temple de Perot.
- Le temple de Pringapus.